# 따라해요 붐치키붐
《따라해요 붐치키붐》 (영어: Let's Play with Boomchiki Boom)는 대한민국의 그래피직스가 만들어 제작 참여 KBS에서 방송한 뮤지컬 어린이용 3D 애니메이션과이다.

## 개요
“따라해요 붐치키붐” TV 시리즈 3D 애니메이션은 유아들이 신나게 뛰어 놀 수 있는 내용으로 다중지능을 향상시키고 신체발달을 돕는 체조 프로그램이다.

## 개발제작
《따라해요 붐치키붐》는 2006년 10월에 발표되었으며, 프랑스 칸에서 열린 같은 해의 MIPCOM Jr.에서 라이선싱 시장을 대상으로 공개되었다.
대교어린이TV에서 2006년 11월 방송 개시. 아이의 상상을 인형극이 촌극로, 매회 다양한 춤동작자로 구성되어 있다.

## 등장인물
붐키(Boomki)
성우: 양정화
나이: 2세
성별: 남
색깔:      노란색
호기심 많고 귀여운 꼬마. 궁금한 것을 잘 참지 못하고 새로 보는 물 건에 관한 호기심이 많아 여기저기 기웃거 리고 꼼지락 꼼지락 만져보는 것을 좋아하 는 성격.
아도(Ado)
성우: 이미자
나이: 6세
성별: 남
색깔:      녹색
어디로 튈지 모르는 말썽꾸러기. 똘똘해 보이는 얼굴에 하늘을 나는 특이한 외모 덕 에 다른 친구들보다 행동이 빠르고 산만하다. 어떤 일에 든 일단 나서기를 좋아하고, 남의 일에도 참견하기를 좋 아하는 조금은 피곤한 성격.
레아(Rea)
성우: 강수진
나이: 14세
성별: 남
색깔:      파란색
언제나 듬직한 웃음의 낙천적인 성격의 레아. 말이 없고 묵묵하지만 누구보다 감정이 풍부한 로맨티스트. 항상 친구들의 뒤에서 듬직하게 힘이되고, 따뜻하게 품어주 는 형과 같은 존재.
아미(Ami)
성우: 김서영
나이: 14세
성별: 여
색깔:      빨간색
귀여운 체조짱 아미. 겉보기에는 귀엽고 연약해 보이지만 체조로 아미 를 따라갈 친구는 없다 음악이 나오면 항상 즐겁 고 적극적으로 체조를 하여 보는 친구들도 기분 이 좋아진다.

## 목소리 출연
- 양정화: 붐키
- 이미자: 아도
- 강수진: 레아
- 김서영: 아미

## 제작진
- 제작지원: 한국콘텐츠진흥원, 중소기업청
- 기획: KBS
- 제작: ㈜그래피직스, ㈜포브 디지털
- 저작권: © 2006 GRAFIZIX Co., Ltd. - Pov Digital Co., Ltd. All Rights Reserved.